# Villers (Stavelot)
Pour les articles homonymes, voir Villers.
Villers est un hameau belge faisant partie de la commune et ville de Stavelot, dans la province de Liège en Région wallonne.
Avant la fusion des communes de 1977, Villers faisait partie déjà de la commune de Stavelot.  

## Situation
Ce hameau ardennais se situe à environ 500 m au sud du confluent de la Warche et de l'Amblève. L'autoroute E42 passe à proximité immédiate du hameau. 
Celui-ci se situe entre les petites localités de La Vaulx-Richard et Lodomez implantées plus à l'ouest et de Planche et Bellevaux au nord-est, de l'autre côté de l'autoroute. Le hameau de Beaumont situé un peu plus haut sur la colline jouxte Villers. 
Le centre de Stavelot est distant d'environ 6 km.

## Description
Dans un environnement de prairies, de haies et bois, Villers étire sa douzaine d'habitations le long de son unique rue.